# Jan III van de Werve

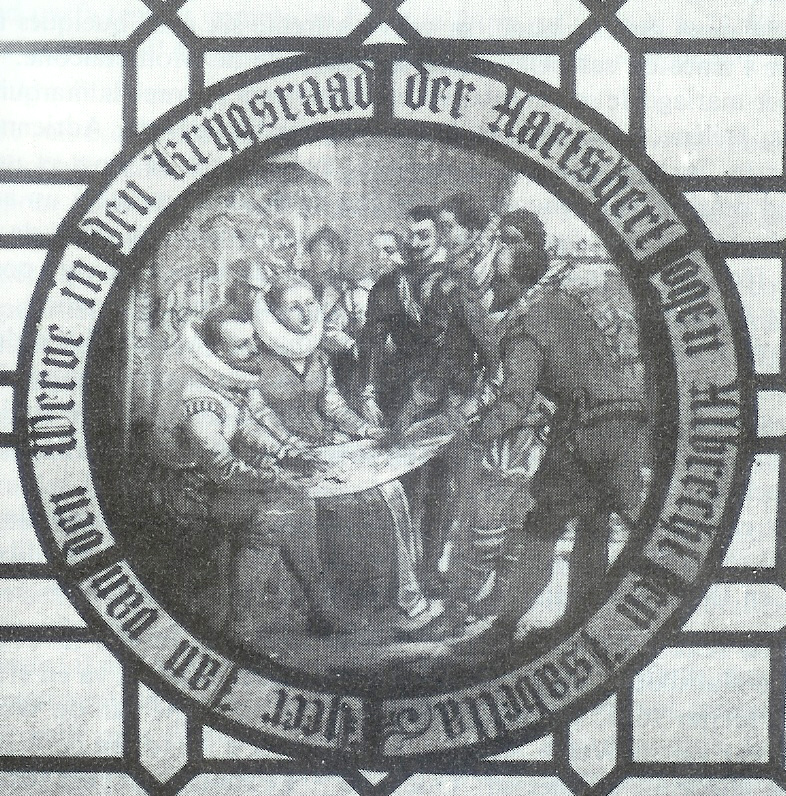
Jan van de Werve aan de Raad van Oorlog van aartshertogen Albrecht en Isabella

Jan III van de Werve (Antwerpen, 1564 - 1622), heer van Hovorst, van Vierseldijk en van Boechout, stamde uit de oudste adellijke familie van Antwerpen. Hij was de zoon van ridder Jan II van de Werve en Marguerite van Baexem van Achterluyten. 
Jan van de Werve was officier in het Leger van Vlaanderen, die ooit in Madrid werd geraadpleegd. Hij was lid van de Raad van Oorlog van de aartshertogen Albrecht en Isabella en gouverneur van Deinze.  
Een ander attest van de magistraat van Antwerpen dat op 2 mei 1614 wordt gedateerd, benadrukt zijn verdienste als commandant van de forten van de linkeroever van de Schelde tegenover Antwerpen en zijn bescherming van het Land van Waes tegen invallen van de vijand.
Op 30 april 1585 huwde hij met Josina Lomellini, hofdame van Infante Isabella, geboren uit een van de 28 edele families van Genua, een van deze die verschillende dogen aan deze republiek gaf.
Ze kregen 12 kinderen, van wie er slechts twee huwden (de andere waren ofwel op zeer jonge leeftijd gestorven, ofwel naar het klooster gegaan).
- Marguerite van de Werve huwde met een Italiaanse aristocraat: Paul Poderico, markies van Montefalcone, kolonel in het Spaanse leger en Gouverneur van de stad Nola in het koninkrijk Napels.
- Augustin van de Werve huwde met een nicht van hem: Marie-Anne van de Werve, dame van Schilde en van Giessen-Oudekerk.

Bij de dood van Josina hertrouwde Jan met Anna van Mansdale; ze kregen samen 9 kinderen (van wie er slechts twee huwden).
- Henri van de Werve, burgemeester van Antwerpen, huwde met Marie-Thérèse de Pape
- Isabelle-Anne van de Werve huwde met Jan-Baptist della Faille, heer van Reet en burgemeester van Antwerpen.